# Emila Medková
Emila Medková, geborene Emila Tláskalová (* 19. November 1928; † 19. September 1985 in Prag) war eine tschechische Fotografin, eine der bedeutendsten Vertreterinnen der tschechischen Kunstfotografie in der zweiten Hälfte des 20. Jahrhunderts.

## Leben
Medková wurde in Ústí nad Orlicí geboren. Die Familie zog nach Prag, wo Emila 1942 die Klasse des Landschaftsfotografen Josef Ehm an einer Spezialschule für Fotografie im Prager Stadtteil Smíchov besuchte. Sie arbeitete dann als Fotografin am Institut für Arbeitskräfte.
Ihre künstlerische Arbeit ist direkt mit dem Surrealismus verbunden. In der Anfangszeit schloss sie sich einem Kreis junger Künstler um Karel Teige an. Von 1947 bis 1951 schuf sie mit Mikuláš Medek Sammlungen von inszenierten Fotografien. Sie heiratete ihn am 12. September 1951. Von den frühen 1950er Jahren an konzentrierte sie sich darauf, mehrere sich lose überschneidende thematische Zyklen zu schaffen, die ihre gesamte Karriere bis zu ihrem Tod durchliefen. 
An der Wende der 1950er und 1960er Jahre wurde sie zur führenden Vertreterin der tschechischen Informellen Kunst. Während sie vor allem in Prag Inspiration fand, schuf sie auch umfangreiche fotografische Zyklen von Paris (1966) und Italien (1967). Für ihren Lebensunterhalt arbeitete Medková ab 1954 als Leiterin des Fotolabors im Forschungsinstitut für Arbeitssicherheit des staatlichen Gewerkschaftsverbandes, ab 1963 am Psychologischen Institut der Karlsuniversität. Sie beteiligte sich an der tschechischen surrealistischen Bewegung. 1960 hatte sie ihre erste Einzelausstellung, danach waren ihre Fotografien in weiteren nationalen und internationalen Ausstellungen zu sehen.
Nach dem Tod ihres Mannes 1974 erlitt sie einen Schlaganfall und war teilweise gelähmt. Sie starb 1985 in Prag.